# Gewaltfantasie
Als Gewaltfantasie bezeichnet man eine besondere Form von Fantasie (ein Vorstellungsbild oder Gedanken allgemein) über die absichtliche und zielgerichtete Schädigung, Verletzung oder Tötung anderer Personen oder Tiere. Tötungsfantasien können dabei als besondere Form von Gewaltfantasien angesehen werden. Gewaltfantasien werden häufig als Risikofaktor im Zusammenhang mit zielgerichteter Gewalt, wie zum Beispiel School Shootings, diskutiert. Ebenfalls sind Gewaltfantasien mit sexuellem Inhalt zu unterscheiden.

## Verbreitung
Insgesamt liegen nur wenige vereinzelte Forschungsbefunde zur Verbreitung von Gewaltfantasien vor. Die Prävalenz von einmaligen aggressiven Fantasien im Lebensverlauf liegt mit 58 % in einer Studie von Nagtegaal (2006) an einer nicht-klinischen Stichprobe recht hoch, wobei 33 % der Teilnehmer von wiederkehrenden Gewaltfantasien berichten. Die Prävalenz von Gewaltfantasien ist darüber hinaus bei Patienten in psychiatrischen Einrichtungen (Grisso et al., 2000) sowie bei Insassen von Strafanstalten erhöht (Meloy et al., 2001). Hierbei wird aber meist nur physische Aggression gemessen. Es ist zu erwarten, dass die Häufigkeit von Fantasien über soziale Aggression (z. B. sich vorzustellen über jemanden schlecht zu reden) weitaus höher ist. Bei Kindern äußern sich Gewaltfantasien eher im Spielverhalten (pretend play).
Besonders Tötungsfantasien haben offenbar eine hohe Prävalenz. Demnach gaben in einer Studie von Kenrick und Sheets (1993) 68 % der befragten Studierenden in den USA an, dass sie schon einmal im Leben die ernsthafte Vorstellung hatten, einen anderen Menschen zu töten. Dabei fiel die Prävalenz bei Männern (73 %) etwas höher aus als bei Frauen (66 %). Crabb (2000) kam in einer vergleichbaren Untersuchung auf eine Prävalenz von 45,5 % der Teilnehmer. Dies macht deutlich, dass Tötungsfantasien einerseits offenbar sehr verbreitet sind und nicht unbedingt eine schärfere Form von Gewaltfantasien darstellen. Insgesamt ist jedoch zu berücksichtigen, dass es eine große Streuung in der Intensität und Dauer solcher Gewaltfantasien gibt.

## Entstehung von Gewaltfantasien

### Anlage aggressiver Skripte
Gewaltfantasien setzen voraus, dass Aggression und Gewalt als ein sogenanntes kognitives Skript verfügbar sind. In diesem Zusammenhang sind besonders Medieneinflüsse für die Ausbildung und Aufrechterhaltung von Gewaltfantasien bedeutsam.
Neben Medieneinflüssen spielen jedoch auch frühe Sozialisationserfahrungen eine Rolle. Demnach zeigen Kinder mit Verhaltensauffälligkeiten auch häufiger gewalttätiges Fantasiespiel. Dies betrifft vorwiegend Kinder mit geringerer Selbstkontrolle.

### Auslöser
Gewaltfantasien scheinen besonders häufig infolge sozialer Interaktionen aufzutreten, die als bedrohlich erlebt werden. So geben in der Studie von Kenrick und Sheets (1993) fast 60 % der Teilnehmer mit Gewaltfantasien an, dass ein bedrohliches Ereignis oder eine Demütigung die Auslöser waren. Die Fantasien richten sich dabei am häufigsten gegen den Lebenspartner oder gegen den Chef bzw. Arbeitskollegen. Dabei scheint besonders ein wahrgenommener Kontrollverlust in Bezug auf die soziale Umwelt entscheidend zu sein. Gewaltfantasien stellen dabei eine Möglichkeit dar, Kontrolle durch die Antizipation zukünftiger Gewalthandlungen (vorweg) zu empfinden. Darüber hinaus vermitteln Gewaltfantasien allein dadurch, dass eine Verhaltensmöglichkeit mental durchgespielt wird, ein Kontrollempfinden und reduzieren daher das Stressempfinden (vgl. Averill, 1973).
In psychoanalytischen Ansätzen werden Gewaltfantasien oft mit einer karthartischen Wirkung in Verbindung gebracht. Dabei wird angenommen, dass Gewaltfantasien eine (maladaptive) Möglichkeit sind, mit aggressiven Impulsen umzugehen. Die Forschungsergebnisse zeigen jedoch, dass Gewaltfantasien eher zukünftiges aggressives Verhalten steigern und daher nicht von einer aggressionssenkenden, karthartischen Wirkung gesprochen werden kann. Trotzdem ist davon auszugehen, dass Gewaltfantasien das Empfinden von Macht und Kontrolle ermöglichen und dadurch aufrechterhalten bleiben.